# Shockerz
Shockerz is een Nederlands indoor dancefestival georganiseerd door Shockerz Events. Op dit evenement wordt voornamelijk Raw Hardstyle gedraaid en is een van de grootste indoor evenementen dat zich richt op Raw Hardstyle muziek.
Waar indoor dance evenementen doorgaans 's nachts plaatsvinden, vinden de evenementen van Shockerz sinds de verhuizing naar de Maaspoort in 2015 altijd overdag plaats.

## Geschiedenis
De eerste editie van Shockerz vond plaats op 30 november 2013 in De Kentering, een evenementenlocatie in Rosmalen. Deze eerste editie was direct uitverkocht. Ook de tweede editie van Shockerz op 15 november 2014 vond plaats in De Kentering en was uitverkocht.

### Maaspoort
Na twee uitverkochte edities in de Kentering werd de derde editie op 12 december 2015 gehouden in de Maaspoort Sports & Events te 's-Hertogenbosch. In tegenstelling tot de eerdere edities en andere indoor evenementen werd dit evenement overdag georganiseerd, van 14:00 uur tot 01:00 uur. Ook deze editie verkocht uit, evenals de editie van 2016. Hierdoor ging Shockerz Events op zoek naar een grotere locatie.

### Autotron
Op 16 december 2017 vond de vijfde editie van Shockerz plaats. Nadat duidelijk werd dat Shockerz ook voor de Maaspoort te groot werd, werd de editie van 2017 gehouden in de Autotron te Rosmalen. Ook deze editie verkocht binnen korte tijd uit. De zevende editie van Shockerz zou plaatsvinden in 2020, maar werd in verband met de coronapandemie verplaatst naar 2021. Echter kon ook deze editie niet doorgaan, waardoor deze uiteindelijk plaatsvond op 19 maart 2022. De volgende editie staat gepland voor 17 december 2022.

## Edities
| Jaar | Datum       | Thema              | Locatie                                     | Anthem                        |
| ---- | ----------- | ------------------ | ------------------------------------------- | ----------------------------- |
| 2013 | 30 november | n.v.t.             | De Kentering, Rosmalen                      | n.v.t.                        |
| 2014 | 15 november | n.v.t.             | De Kentering, Rosmalen                      | n.v.t.                        |
| 2015 | 12 december | The Raw Elite      | Maaspoort Sports & Events, 's-Hertogenbosch | n.v.t.                        |
| 2016 | 17 december | Project F.E.A.R.   | Maaspoort Sports & Events, 's-Hertogenbosch | Notorious Two - F.E.A.R.      |
| 2017 | 16 december | Conflict Override  | Autotron, Rosmalen                          | D-Sturb - Conflict Override   |
| 2018 | 15 december | Subject Hostile    | Autotron, Rosmalen                          | Act of Rage - Subject Hostile |
| 2019 | 14 december | Chaos Complete     | Autotron, Rosmalen                          | Rejecta - Chaos Complete      |
| 2020 | 12 december | n.v.t.             | verplaatst i.v.m. de coronapandemie         | n.v.t.                        |
| 2021 | 18 december | n.v.t.             | verplaatst i.v.m. de coronapandemie         | n.v.t.                        |
| 2022 | 19 maart    | Complex Aftermath  | Autotron, Rosmalen                          | Vertile - Complex Aftermath   |
| 2022 | 17 december | Compound Overdrive | Autotron, Rosmalen                          | Cryex - Compound Overdrive    |
| 2023 | 16 december | Reflected Reality  | Autotron, Rosmalen                          | Aversion - Reflected Reality  |
| 2024 | 14 december | n.n.b.             | Autotron, Rosmalen                          | n.n.b.                        |